# Polygraphia

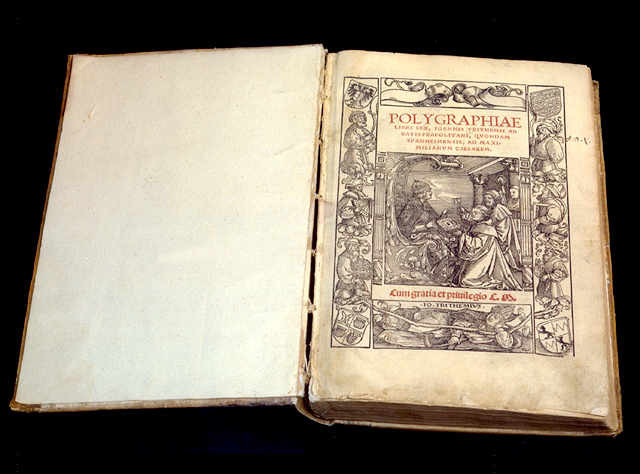
Titelblatt der gedruckten Ausgabe der Polygraphia

Polygraphia (Übersetzung Vielschrift), gedruckte Ausgabe unter dem Titel Polygraphiae libri VI beziehungsweise Polygraphiae libri sex (deutsch Sechs Bücher zur Polygraphie), ist der Titel eines im Jahr 1508 in lateinischer Sprache handschriftlich vollendeten und 1518 posthum gedruckten, sechsbändigen Werkes des Theologen und Schriftstellers Johannes Trithemius. Es handelt sich um eine für Könige und Fürsten konzipierte Handreichung zur Verschlüsselung von Nachrichten.

## Geschichte
Die Polygraphia entstand parallel zur unvollendet gebliebenen zwei- bzw. dreibändigen Steganographia, die als Anleitung zum Gebrauch mehrerer Dechiffrierungstechniken konzipiert wurde. Johannes Trithemius weilte nach der Resignation als Abt des Klosters Sponheim in Berlin am Hof des Hohenzollern-Markgrafen Joachim I. und machte hier die Erfahrung, dass die Verschlüsselung diplomatischer Nachrichten von den zeitgenössischen kryptologischen Techniken kaum zu leisten war. Nach seiner Einsetzung als Abt des Würzburger Schottenklosters schrieb er deshalb in den Jahren 1506 und 1507 an der Polygraphia, die Abhilfe schaffen sollte. Dabei soll er für die Abfassung eines einzelnen Buchs lediglich zehn Tage benötigt haben. Zunächst plante er, die Schrift dem Markgrafen Joachim I. zu widmen. 
Da Trithemius in diesen Jahren allerdings mehrfach von Kaiser Maximilian I. zu einer Audienz zitiert wurde, änderte er seine Dedikation auf den Herrscher. Zwischen dem 21. Januar und 21. März 1508 entwarf er eine kalligrafische Handschrift des Textes und überreichte sie am 8. Juni 1508 im Schloss Linz am Rhein dem Kaiser im Rahmen einer Privataudienz. Anders als in der Steganographia, in denen der Autor mit Anspielungen und mythischen Textstellen arbeitete, bemühte sich Trithemius die Polygraphia als Handreichung für Könige und Fürsten zu konzipieren. Hierzu trug auch die Einleitung bei, in der er sich in eine lange Tradition von Kryptologen stellte, die es seit der Antike auf die Entwicklung einer sicheren Nachrichtenübermittlung abgesehen hätten. Allerdings unterscheiden sich die erhaltenen Versionen der Polygraphia teilweise erheblich, wobei die Arbeiten im Laufe der Jahrzehnte ein immer größeres Publikum zu erreichen suchten und deshalb Inhalte vereinfachten.
In Druck gelangte die Polygraphia erst nach dem Tod ihres Autors. Im Jahr 1518 wurde sie als erstes kryptografisches Werk überhaupt in Basel gedruckt. Als Herausgeber des Werks fungierte Johann Haselberg. Michael Furter konnte als Drucker hinter dem Weg ausgemacht werden. Bis 1618 wurde das Werk sechs Mal neu aufgelegt, wobei jeder Druck die Anordnung des Inhalts teilweise stark veränderte. Der Polygraphia wurde auch in mehrere andere europäische Sprachen übersetzt, darunter durch Rafael Sobĕhrd Mnišovský ins Tschechische und durch Gabriel de Collange ins Französische. Die Polygraphia fand in der Folge auch Eingang in den Wissenschaftsdiskurs. Besondere Bedeutung kam hierbei den Arbeiten Friedrich Adolph von Glauburgs, Jacob Gohorys, Blaise de Vigenères, Athanasius Kirchers, Gustavus Selenus’ und Caspar Schotts zu.
In der Rezeption wurde insbesondere die Bedeutung der Schrift für die Kryptographie herausgestellt. So betonten die französischen Diplomaten Toustin und René-Prosper Tassin die Bedeutung der Schrift für die Wiederentdeckung des noch im Frühmittelalter genutzten Systems der tironischen Noten. Die Schrift wurde in Militärwesen und Geheimdiplomatie rege konsumiert. Insbesondere die römische Kurie griff auf die von Trithemius entwickelten Methoden zurück, wobei während des Pontifikats Pauls III. die Schrift nach Rom gelangt sein könnte. Der Historiker Klaus Arnold betont in seiner Trithemius-Biografie, dass die Polygraphia ganz anders gelagert war, als die anderen Arbeiten des Abtes: „Wenn das Wesen des Trithemius je moderne, ,humanistische‘ Züge aufwies, dann hier.“

## Inhalt

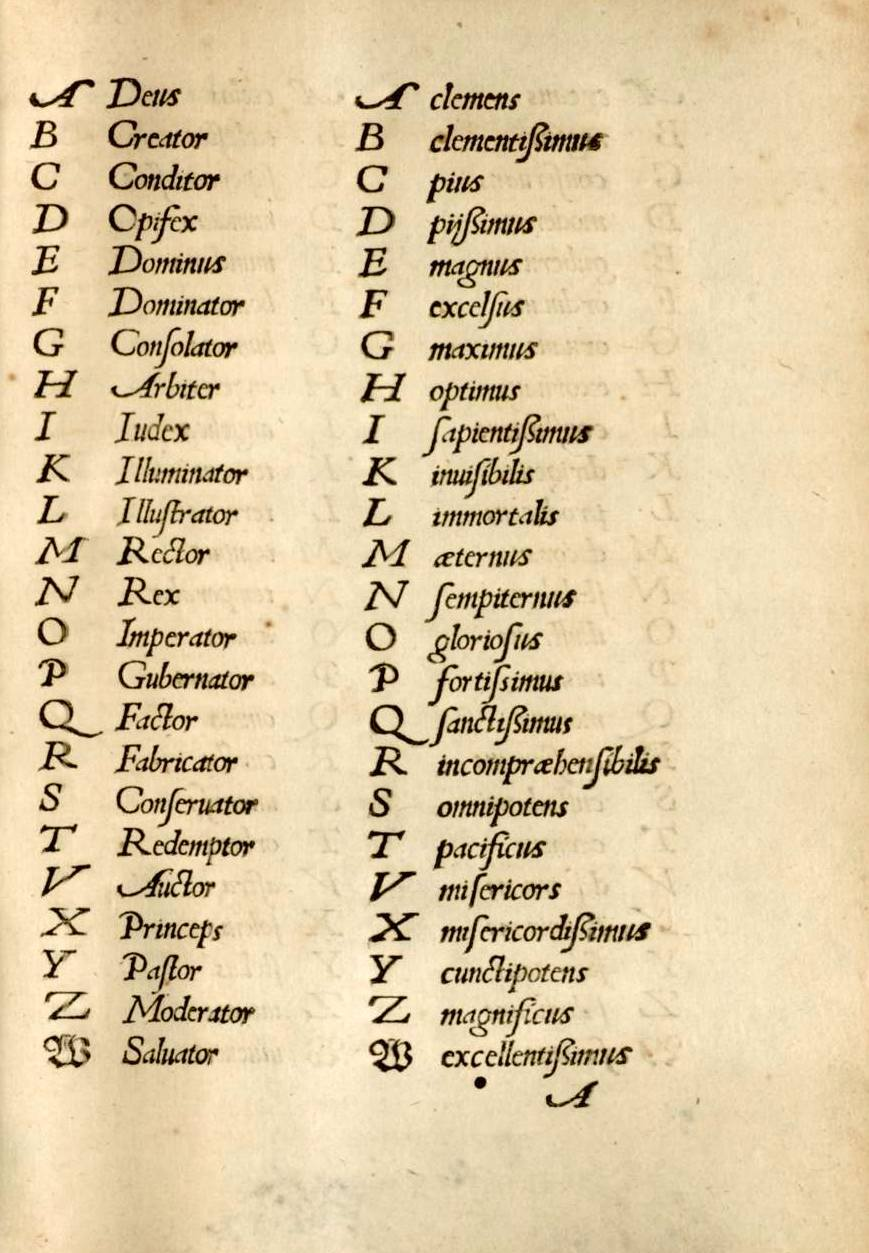
Eine Seite aus dem ersten Band der Polygraphia, auf der die Alphabetreihen des sog. Ave-Maria-Codes dargestellt sind

Die Polygraphia wurde als sechsbändiges Werk konzipiert. Im ersten Band gibt Trithemius in einer Vorrede einen historischen Überblick über die Nachrichtenverschlüsselung. So führt er das von Julius Caesar genutzte System der Verschlüsselung durch das Ersetzen von einzelnen Buchstaben an, das von Sueton in einem Bericht aufgeschlüsselt wurde. Daneben hebt er die auf Cicero zurückgehende Kurzschrift an. In der Merowingerzeit war die Verwendung von tironischen Noten noch weit verbreitet. Außerdem erwähnt er den legendären Frankenkönig Pharamundus, dessen Nachfolger Chlodio und Karl den Großen als Nutzer von Geheimschriften. Zuletzt betont er, dass auch die Normannen eine Schrift nutzten, die man verschlüsseln konnte. Bedeutung für die Sprachwissenschaft hat auch der hier erfolgte, erstmalige Abdruck des Thebanischen Alphabets. 
Im ersten Buch folgt dann eine allgemeine Inhaltsübersicht. Trithemius gibt einen Überblick über 384 Alphabetreihen, in der jeder Buchstabe einem lateinischen Begriff entspricht. Dabei macht die Wahl der Begriffe es unmöglich, Rückschlüsse aufgrund der Buchstaben zu ziehen. Dennoch ist es durch die Verschlüsselungstechnik möglich, eine sinnentsprechende Verknüpfung mit dem jeweils nächsten Wort einer folgenden oder vorangehenden senkrechten Begriffsreihe zu bilden. Trithemius greift dabei auf die Wortarten Substantiv, Adjektiv, Verb, Adverb und Konjunktion zurück und stand vor der Herausforderung ca. 9.000 Wörter aus dem religiös-christlichen Umfeld mit ähnlichen Bedeutungen zu finden. So gelingt es, aus den Buchstabenreihen ein lateinisches Gebet zu formen, hinter dem eine ganz anders gelagerte Nachricht verborgen ist. Dabei setzt diese Verschlüsselungsform – das sogenannte Ave-Maria-Chiffre – bei Absender und Empfänger jeweils ein Exemplar der Polygraphia voraus.
Die Verschlüsselungstechnik des zweiten Buchs ist eng an das erste angelehnt, wobei hier 308 Alphabetreihen angebracht wurden. Im dritten Buch ergeben 132 Kolumnen fingierte Ausdrücke preis, die auf den ersten Blick keinen Sinn ergeben. „Dies ist auch beim vierten Buch in 117 Spalten der Fall, doch entsprechen die jeweils zweiten Buchstaben dieser Wortbildungen den entsprechenden des Klartextes“. Diese Verschlüsselungstechnik wird auch bereits in der Steganographia angewandt. Dabei liegt der Schlüssel hinter dieser Technik in der Abfolge der zweiten Buchstaben einer jeden Buchstabenfolge. So betont Trithemius, dass diese Technik eine gewisse Freiheit bei Empfänger und Absender voraussetzt, weil die Buchstabenkombinationen frei gewählt werden können, wenn das Verschlüsselungssystem beiden Seiten bekannt ist.
Ähnlich wie im zweiten Buch der Steganographia zeigt Trithemius im fünften Buch der Polygraphia das Gegeneinanderverschieben von Alphabeten auf, die sogenannten recta transpositionis tabula bzw. tabula transpositionis aversa. Daneben werden hier auch Mauer- oder Kreuzchiffren vorgestellt, die durch Zahlenreihen waagrecht und senkrecht lesbar sind. Das fünfte Buch greift auch auf die Dechiffrierung durch Zahlen zurück. Besondere Bedeutung für die Kryptographie hat das sechste Buch des Werks. Hier versammelt Trithemius alle bereits existierenden, älteren Codes. So wurde hier ein normannisches Alphabet abgedruckt, das aus dem griechischen entlehnt ist. Daneben bemüht sich Trithemius die Kürzungen in Form von tironischen Noten aufzulösen. Das Buch beinhaltet außerdem eine Verschlüsselungstechnik, die Hrabanus Maurus anwandte. Eine weitere Schrift führt Trithemius auf Otfrid von Weißenburg zurück.

## Exemplare
Vom ursprünglich vielrezipierten Text der handschriftlichen Ausgaben der Polygraphia haben sich heute lediglich fünf erhalten. Als das bedeutendste dieser Werke kann die autographe Ausgabe aus dem Jahr 1508 gelten. Diese schuf Johannes Trithemius als Widmungsexemplar für Kaiser Maximilian I. Sie wird heute in der Österreichischen Nationalbibliothek in Wien aufbewahrt. Eine weitere, zum Teil von Trithemius selbst geschriebene Ausgabe aus dem Jahr 1514, ist in der Württembergischen Landesbibliothek in Stuttgart untergebracht. Weitere Ausgaben der Handschrift haben sich in der Herzog August Bibliothek Wolfenbüttel (1515), in der Staats- und Stadtbibliothek Augsburg (aus der Bibliothek des Klosters St. Ulrich und Afra) und in der Bibliothek des Oberlandesgerichts Celle erhalten. Die Ausgaben der gedruckten Polygraphia sind darüber hinaus teilweise digitalisiert.

## Ausgabe
- Maximilian Gamer: Die Polygraphia des Johannes Trithemius nach der handschriftlichen Fassung. Edition, Übersetzung und Kommentar 2 Bde. (= Mittellateinische Studien und Texte Bd. 56/1 u. 56/2). Brill Verlag, Berlin 2022, ISBN 978-90-04-50775-3.